# Бран Старый
Бран Старый (Бран ап Дивнуал; валл. Bran Hen, Bran ab Dyfnwal; род. в 485) — король Бринейха с 510 года.

## Биография
В исторических источниках (например, в «Харлеанских генеалогиях») Бран называется старшим сыном правителя Бринейха Дивнуала Лысого.
После смерти короля Дивнуала Бран Старый и Кингар разделили Бринейх между собой. Ему подчинялся вождь англосаксов Эоппа, а затем его сын Ида.
Считается, что Кингар умер раньше, чем Бран. Когда же Бран скончался, то королём стал малолетний сын Кингара Моркант Фулх, которому было около семи лет.